# Calamaria gracillima
Calamaria gracillima — вид змій родини полозових (Colubridae). Ендемік Малайзії.

## Поширення і екологія
Calamaria gracillima відомі за чотирма зразками, зібраними у двох місцевостях в штаті Саравак на заході Калімантану. Вони живуть у вологих тропічних лісах, ведуть напівриючий спосіб життя.